# 1ª Divisão 1973 (hockey su pista)
La 1ª Divisão 1973 è stata la 33ª edizione del torneo di primo livello del campionato portoghese di hockey su pista. La competizione ha avuto inizio il 5 maggio e si è conclusa il 26 ottobre 1973.
Il titolo è stato conquistato dal Grupo Desportivo de Lourenço Marques per la terza volta nella sua storia.

## Stagione

### Formula
La 1ª Divisão 1972 vide i club partecipanti divisi in gironi regionali; ogni girone fu organizzato con un girone all'italiana, con gare di andata e ritorno. Erano assegnati tre punti per l'incontro vinto e due punti a testa per l'incontro pareggiato, mentre ne era attribuito uno solo per la sconfitta. Al termine delle eliminatorie le migliori quattro squadre si qualificarono alla fase finale; la vincitrice venne proclamata campione di Portogallo.

## Campeonato metropolitano

### Zona Norte
|  | Pos. | Squadra           | Pt | G  | V  | N | P  | GF  | GS  | DR   |
|  | ---- | ----------------- | -- | -- | -- | - | -- | --- | --- | ---- |
|  | 1.   | Infante de Sagres | 48 | 18 | 15 | 0 | 3  | 144 | 42  | +102 |
|  | 2.   | Porto             | 47 | 18 | 14 | 1 | 3  | 154 | 49  | +105 |
|  | 3.   | Carvalhos         | 44 | 18 | 13 | 0 | 5  | 110 | 62  | +48  |
|  | 4.   | Valongo           | 41 | 18 | 10 | 3 | 5  | 109 | 70  | +39  |
|  | 5.   | Académico Cambra  | 35 | 18 | 8  | 1 | 9  | 67  | 153 | -86  |
|  | 6.   | Oliveirense       | 35 | 18 | 8  | 1 | 9  | 67  | 153 | -86  |
|  | 7.   | Sanjoanense       | 32 | 18 | 6  | 2 | 10 | 96  | 93  | +3   |
|  | 8.   | Fanzeres          | 32 | 18 | 5  | 4 | 9  | 73  | 94  | -21  |
|  | 9.   | Espinho           | 28 | 18 | 5  | 0 | 13 | 70  | 155 | -35  |
|  | 9.   | Conimbricense     | 22 | 18 | 2  | 0 | 16 | 66  | 194 | -128 |
|  | 10.  | Águias do Porto   | 20 | 18 | 1  | 0 | 17 | 46  | 134 | -128 |

Legenda:
  Qualificato al girone finale del campeonato metropolitano.
Note:
Tre punti a vittoria, due a pareggio, uno a sconfitta.

### Zona Sul
|  | Pos. | Squadra          | Pt | G  | V  | N | P  | GF  | GS  | DR   |
|  | ---- | ---------------- | -- | -- | -- | - | -- | --- | --- | ---- |
|  | 1.   | Sporting CP      | 52 | 18 | 17 | 0 | 1  | 132 | 44  | +88  |
|  | 2.   | Benfica          | 52 | 18 | 17 | 0 | 1  | 159 | 65  | +94  |
|  | 3.   | CUF Barreiro     | 39 | 18 | 10 | 1 | 7  | 92  | 75  | +17  |
|  | 4.   | Paço de Arcos    | 35 | 18 | 8  | 1 | 9  | 83  | 84  | -1   |
|  | 5.   | Cascais          | 35 | 18 | 8  | 1 | 9  | 97  | 129 | -132 |
|  | 6.   | Oeiras           | 32 | 18 | 7  | 0 | 11 | 98  | 95  | +3   |
|  | 7.   | Estremoz         | 31 | 18 | 6  | 1 | 11 | 85  | 127 | -42  |
|  | 8.   | Campo de Ourique | 30 | 18 | 6  | 0 | 12 | 87  | 138 | -51  |
|  | 9.   | Parede           | 27 | 18 | 4  | 1 | 13 | 73  | 118 | -45  |
|  | 10.  | Sintra           | 27 | 18 | 3  | 3 | 12 | 75  | 106 | -31  |

Legenda:
  Qualificato al girone finale del campeonato metropolitano.
Note:
Tre punti a vittoria, due a pareggio, uno a sconfitta.

### Girone finale
|  | Pos. | Squadra           | Pt | G | V | N | P | GF | GS | DR  |
|  | ---- | ----------------- | -- | - | - | - | - | -- | -- | --- |
|  | 1.   | Benfica           | 18 | 6 | 6 | 0 | 0 | 27 | 8  | +19 |
|  | 2.   | Infante de Sagres | 10 | 6 | 2 | 0 | 4 | 13 | 19 | -6  |
|  | 3.   | Porto             | 9  | 6 | 3 | 0 | 3 | 20 | 19 | +1  |
|  | 4.   | Sporting CP       | 8  | 6 | 1 | 0 | 5 | 18 | 32 | -14 |

Legenda:
      Vince il campeonato metropolitano e ammesso alla fase finale.
Note:
Tre punti a vittoria, due a pareggio, uno a sconfitta.

## Fase finale
|  | Pos. | Squadra                   | Pt | G | V | N | P | GF | GS | DR  |
|  | ---- | ------------------------- | -- | - | - | - | - | -- | -- | --- |
|  | 1.   | Lourenço Marques          | 14 | 6 | 3 | 2 | 1 | 12 | 11 | +1  |
|  | 2.   | Benfica                   | 13 | 6 | 3 | 1 | 2 | 21 | 11 | +10 |
|  | 3.   | Banco Comercial de Angola | 13 | 6 | 3 | 1 | 2 | 17 | 11 | +6  |
|  | 4.   | Sport Luanda e Benfica    | 8  | 6 | 1 | 0 | 5 | 5  | 22 | -17 |

Legenda:
      Campione di Portogallo e ammessa alla Coppa dei Campioni 1973-1974.
Note:
Tre punti a vittoria, due per il pareggio, uno a sconfitta.